# Sky City (Чанша)
Sky City (кит. 天空城市, пиньинь tiānkōng chéngshì) — проектировавшийся в китайском городе Чанша 838-метровый небоскрёб. Владелец и застройщик, Broad Sustainable Building, сообщила, что строительство займёт всего 90 дней, но в этот срок не включены 120 дней подготовительных работ, а общая продолжительность строительства 210 дней. В случае успешного завершения строительства Sky City станет самым высоким зданием в мире. В настоящий момент строительство небоскрёба отложено на неопределённый срок.
Компания «Broad Sustainable Building», специализирующаяся на ускоренном строительстве энергоэффективных, экологичных и экономных зданий, планировала построить 666-метровый небоскрёб, но местное правительство было заинтересовано в том, чтобы построить самое высокое в мире здание. BSB построила в Китае уже 20 зданий, а также имеет несколько франшиз-партнёров по всему миру. BSB ранее специализировалась на промышленных кондиционерах, и до смены рода деятельности на строительство была мировым лидером в области солнечных кондиционеров. Все работники компании обязаны следовать руководству по энергосбережению, составленному президентом компании Чжан Юэ. Он был награждён премией ООН Champions of the Earth в 2011 году за вклад в сохранение окружающей среды.

## Схема здания
В случае, если строительство будет проходить по плану, Sky City станет самым высоким зданием в мире в 220 этажей и высотой 838 метров. Небоскрёб планировали построить из полуфабрикатов в рекордно короткие сроки — за 90 дней. Согласно изначальному плану, 95 % здания должны были собрать на фабрике ещё до начала рытья котлована, а производство компонентов должно было занять около полугода.
Согласно плану, в здании должны располагаться отель на 1000 посетителей, больница, пять учебных заведений и офисы. Около 83 % площади планировалось отдать под 5000 квартир, которые могут вместить 17 400 человек, 5 % задумывали отдать отелю, а по 3 % — учебным заведениям, больницам, офисам и магазинам. В здании спроектировано десять пожарных выходов, каждый из которых способен вывести с любого этажа здания человека за 15 минут; само здание должно выдерживать пожар до трёх часов. На здании собирались построить 17 вертолётных площадок. Среди спортивных сооружений небоскрёба — 10 теннисных кортов и 6 баскетбольных площадок. По плану вокруг Sky City останется некоторое количество росших там изначально растений.
Транспортировка в здании должна была осуществляться посредством 104 скоростных лифтов. Безопасность этих лифтов ставилась под сомнение, так как полный путь от низа до верха занимает несколько минут. Общая площадь полов составила бы 1,2  миллиона м², 1,05 в главном здании, 130 000 м² в подвале и 35 000 м² в 3—7-этажных пристройках. Всего в здании теоретически могут находиться около 30 000 человек.
Четырёхслойные стёкла в окнах должны сохранять внутри температуру от 20 до 27°С. Запланированная система фильтрации воздуха должна очищать его, делая в 20 раз более чистым, чем снаружи. Освещение планируется сделать полностью светодиодным, что поможет сохранять электроэнергию.

## Особенности конструкции
По расчётам, на постройку должно уйти 270 000 тонн стали. Независимые[прояснить] исследования и разработки должны сделать Sky City устойчивым к землетрясениям магнитудой до 9, энергоэффективным, чистым, износоустойчивым; в строительстве планировалось использовать переработанные материалы. Утеплённые стены и стёкла будут иметь толщину в 15,24 см, именно благодаря им планируется достичь основных параметров энергоэффективности.
Несмотря на то, что детали конструкции держатся в тайне, некоторые архитекторы выразили сомнения в том, что модули нижних этажей смогут противостоять раскачиванию верхних на ветру, и том, что без армированного высокопрочного бетона, который не сможет затвердеть в столь небольшой срок, можно построить супернебоскрёб. Большинство сборочных работ и производства собирались выполнить на месте строительства, поэтому постройка должна была иметь положительный эффект на экономику Чанши.
Квадратный метр площади в Sky City предположительно стоил бы 1500 долларов США, что значительно дешевле 4500 долларов за м² в Бурдж-Халифе. Стоимость строительства также планировалась значительно меньше: 1,5 миллиарда долларов США за 5 лет за Бурдж-Халифу — против 625 миллионов долларов США за 90 дней. Broad Sustainable Group купила 67 300 м² земли за 390 миллионов юаней (63 миллиона долларов США).

## Расписание
Неоднократные задержки в строительстве были вызваны необходимостью согласования строительства. В октябре 2012 года BSG сообщила о том, что местное правительство одобрило постройку, которая начнётся в ноябре, однако увеличила ожидаемое время строительства до 210 дней (и его окончание в июне 2013 года). Джульетта Цзян, вице-президент BSG, сообщила в интервью 16 ноября 2012, что компания вернулась к прошлому плану строительства пяти этажей в день и сроку в 90 дней. Также она сообщила о том, что здание снова ожидает государственного согласования. Позже в том же месяце было объявлено о том, что строительство начнётся в январе 2013 года.
Датой окончательного согласования было назначено начало декабря 2012 года, 90-дневное строительство должно было начаться в 2013 году.
14 мая 2013 года сайт TreeHugger сообщил о том, что проект окончательно согласован, а строительство начнётся в  июне 2013 года. 17 июня 2013 года президент Broad Sustainable Building Group Чжан Юэ сообщил, что строительство начнётся двумя месяцами позже, причём первые четыре месяца будет идти подготовка, а следующие три — строительство на месте; дата ожидаемого окончания строительства сместилась на март 2014 года.
Фото церемонии закладки строительства появились 20 июня 2013 года вместе с предположениями о том, что главным контрактором будет China State Construction Engineering, строительство будет окончено в апреле и откроется в мае или июне 2014 года.
25 июля 2013 года появились сообщения о том, что строительство заморожено правительством по причине того, что на него не было получено разрешение.
К октябрю 2014 года работы так и не начались. Позднее компания подтвердила, что она по-прежнему активно стремится построить башню Sky City и заявила, что строительство начнется в начале 2016 года, однако здания выше 350 метров должны быть утверждены на национальном уровне в Пекине, таким образом, официальная дата начала строительства не ясна.
В июле 2015 года оказалось, что работы так и не были начаты. Раскопанный котлован местные жители используют как пруд для рыбной ловли. Девелопер заявил, что никаких известий о разрешении на строительство не получено.

## Критика
Проект подвергся серьёзной критике из-за революционности заявлений, особенно в отношении сроков. Звучали сомнения в том, что строительство действительно ведётся, а не является маркетинговой уловкой. Глава компании WSP Group, построившей лондонский небоскрёб The Shard, Барт Леклерк, даже в шутку сказал, что оставит профессию, если строительство окончится вовремя Несмотря на это, инновационные технологии производства удостоились похвалы с его стороны и от других специалистов.
Хотя сама по себе возможность возведения супернебоскрёба в такие сроки не вызывает сомнений, критики считают, что BSG не в состоянии претворить в жизнь столь крупный проект, построив лишь два здания, ни одно из которых не превышает 30 этажей в высоту. Критиковалось и то, что архитекторы, возможно, не понимают сложности работы с проектом такого масштаба.
Другая возможная проблема — ветер, который при недостаточной жёсткости конструкции будет раскачивать Sky City.
Среди прочих возражений — проблемы в случае чрезвычайных ситуаций: пожарные, вероятно, не смогут потушить возгорание на большой высоте, а медленные лифты не позволят быстро оказать помощь человеку с сердечным приступом. Кроме этого, здание может вызвать проседание почвы.
Некоторые эксперты (среди них Ким Сандэ, председатель Совета по высотным зданиям и городской среде) сообщают о том, что с современными технологиями возможно возведение двухкилометровых зданий, однако это непрактично ввиду проблем в структурной инженерии и несоразмерного соотношения этажности и обеспечения лифтами.